# Lettura a prima vista

Caravaggio, Riposo durante la fuga in Egitto (1594–1596)

Per lettura a prima vista si intende la contemporanea lettura ed esecuzione di un pezzo di musica mai letto prima dallo spartito, specialmente quando l'esecutore non lo aveva mai ascoltato in precedenza. Canto a prima vista è una locuzione che vuol intendere l'esecuzione vocale di un pezzo mai sentito prima.

## Terminologia

### Lettura a prima vista
Gli autori di letteratura musicale usano comunemente il termine "lettura a prima vista" genericamente per "la capacità di leggere e produrre sia musica strumentale che vocale a prima vista ... la conversione di informazioni musicali dalla vista al suono" (Udtaisuk 2005). Udtaisuk e alcuni altri autori preferiscono l'uso dei più specifici termini "leggere suonando" e "solfeggiare cantando", ove applicabile. Questa differenziazione lascia un terzo uso più ristretto del termine "lettura a prima vista" per la lettura silenziosa della musica senza creare suoni con uno strumento o la voce.
Musicisti altamente qualificati sono in grado di leggere lo spartito in silenzio; cioè, sono in grado di guardare la musica stampata e sentirla nelle loro teste senza suonare o cantare. Quelli meno capaci debbono almeno canticchiarla o fischiettarla, al fine di capirla in modo efficace. Franz Liszt era famoso per la sua capacità di riprodurre brani per pianoforte molto difficili utilizzando la lettura a prima vista delle note.
Secondo Payne, "la capacità di sentire le note scritte sullo spartito è chiaramente simile alla lettura della musica e dovrebbe essere considerata un prerequisito per una efficace esecuzione .... errori eclatanti si possono verificare quando uno studente, analizzando un pezzo di musica, non fa nessuno sforzo per suonare o sentire la composizione, ma elabora meccanicamente le note sulla pagina".

### Trasposizione visiva
Musicisti esperti dovrebbero essere in grado di effettuare il trasporto dello spartito a prima vista per soddisfare le esigenze di particolari strumenti o estensioni vocali, per favorire l'emissione del suono dello strumento, o il canto o per altri motivi. È indispensabile conoscere la modalità di trasposizione di accordi e linee melodiche in una nuova tonalità per trasporre una canzone, che è "troppo alta" o "troppo bassa", e adattarla ad una gamma adeguata.

### Approfondimento
- Bower, Bruce. "For Sight-Reading Music, Practice Doesn't Make Perfect : Discovery News." Discovery News: Earth, Space, Tech, Animals, History, Adventure, Human, Autos. Science News, 18 June 2010. Web. 15 Dec. 2011. <http://news.discovery.com/human/music-sight-reading.html Archiviato il 17 ottobre 2012 in Internet Archive.>.
- "Short-Term Memory and Working Memory - Types of Memory - The Human Memory." The Human Memory - What It Is, How It Works and How It Can Go Wrong. Web. 8 Dec. 2011. <http://www.human-memory.net/types_short.html>.
- HAMBRICK, DAVID Z., and ELIZABETH J. MEINZ. "Sorry, Strivers: Talent Matters." The New. 19 Nov. 2011. Web. <https://www.nytimes.com/2011/11/20/opinion/sunday/sorry-strivers-talent-matters.html>.
- Lee, Ji Ln. "THE ROLE OF WORKING MEMORY AND SHORT-TERM MEMORY IN SIGHT READING | Mendeley." Free Reference Manager and PDF Organizer | Mendeley. Mendeley, Sept. 2003. Web. 15 Dec. 2011. <(EN) Ji In Lee, THE ROLE OF WORKING MEMORY AND SHORT-TERM MEMORY IN SIGHT READING - Abstract, su mendeley.com, Mendeley Ltd.. URL consultato il 4 marzo 2022 (archiviato dall'url originale il 2 ottobre 2013).>
- "Working Memory Definition - Medical Dictionary Definitions of Popular Medical Terms Easily Defined on MedTerms." MedTerms.com. MedicineNet, 27 Apr. 2011. Web. 10 Dec. 2011. <http://www.medterms.com/script/main/art.asp?articlekey=7143 Archiviato il 22 settembre 2014 in Internet Archive.>.

| Controllo di autorità | LCCN (EN) sh85122381 · GND (DE) 4142828-6 · J9U (EN, HE) 987007543873105171 |